# Grupo Sanborns
Grupo Sanborns, S.A.B. de C.V. es una empresa mexicana, constituida en marzo del año 1999. Definió su estructura corporativa, incluyendo las líneas de negocio del Grupo Carso y convirtiéndose en la unidad comercial que tiene a su cargo los negocios de tiendas departamentales (Sanborns, Sears Roebuck y Dorian's, convertida en Sears), restaurantes y cafés (Sanborns Café y Café caffe) y tiendas de música (Mixup). También se encarga del desarrollo, renta, operación y administración de centros comerciales.
Durante el año 2003, el Grupo Sanborns, adquirió las seis tiendas departamentales JC Penney que operaban en México, transformándolas en Sears Roebuck en la Ciudad de México y en tiendas Dorian's en el noroeste del país.

## Empresas del grupo
La empresa posee diversas tiendas, listadas a continuación:
| Nombre                | Empresa original                          | Fundación | Perfil de la empresa                      | Participación accionaria |
| --------------------- | ----------------------------------------- | --------- | ----------------------------------------- | ------------------------ |
| Grupo Sanborns        | Grupo Sanborns, S.A. de C.V.              | 1928      | Compañía tenedora                         | 100%                     |
| Sanborns Café         | Denny’s Inc.                              | 1976      | Cafetería                                 | 100%                     |
| Sears                 | Sears Operadora México, S.A. de C.V.      | 1945      | Grandes almacenes de descuento al menudeo | 100%                     |
| Dorian's              | Dorian's Tijuana, S.A. de C.V.            | 1959      | Tienda departamental                      | 100%                     |
| DAX                   | Comercializadora DAX, S.A. de C.V.        | 1959      | Tienda departamental                      | 100%                     |
| Sanborns Hermanos     | Sanborn Hermanos, S.A.                    | 1903      | Tienda departamental al menudeo           | 100%                     |
| MixUp, iShop y eduMac | Promotora Musical, S.A. de C.V.           | 1994      | Tiendas de música                         | 100%                     |
| Pam-Pam               | Promotora Comercial Sanborns, S.A. de C.V | 1976      | Comedor industrial                        | 100%                     |